# Agalactie
Agalactie of melkgebrek is de afwezigheid van, of het niet goed functioneren van, de afscheiding van moedermelk na de geboorte. Men associeert het in het algemeen met het syndroom van Sheehan, volgend op excessief postnataal bloedverlies.
In de diergeneeskunde gebruikt men het begrip voornamelijk indien de oorzaak van het probleem niet ligt bij een morfologisch waarneembare aandoening van de uier. Agalactie is een belangrijke component van het mastitis‑metritis‑agalactie syndroom.